# Nemorilla afra
Nemorilla afra là một loài ruồi trong họ Tachinidae.